# Ida May Mack
Ida May Mack was een blueszangeres uit Texas, Verenigde Staten, die in 1928 plaatopnamen maakte in Memphis. Ze werd daarbij begeleid door pianist K.D. Johnson. Tijdens dezelfde sessie werden songs van zangeres Bessie Tucker opgenomen.

## Discografie
- Backgrounds of Jazz: Ida May Mack/Bessie Tucker, 1954
- Texas Girls: Complete Recorded Works 1926-1929, Document Records (cd)